# Tchatchou
Tchatchou ist ein Arrondissement im Departement Borgou in Benin. Es ist eine Verwaltungseinheit, die der Gerichtsbarkeit der Kommune Tchaourou untersteht. Gemäß der Volkszählung von 2013 hatte Tchatchou 47.841 Einwohner, davon waren 23.531 männlich und 24.310 weiblich.
Durch den Ort verläuft die Fernstraße RNIE2, die nordwärts nach Parakou und südwärts nach Tchaourou führt.